# Irish Open 2022
Die Irish Open 2022 im Badminton fanden vom 16. bis zum 19. November 2022 in Dublin statt.

## Sieger und Platzierte
| Disziplin    | Gold                           | Silber                             | Bronze                         |
| ------------ | ------------------------------ | ---------------------------------- | ------------------------------ |
| Herreneinzel | Magnus Johannesen              | Lin Chun-yi                        | Chi Yu-jen                     |
| Herreneinzel | Magnus Johannesen              | Lin Chun-yi                        | Victor Svendsen                |
| Dameneinzel  | Riko Gunji                     | Natsuki Nidaira                    | Mia Blichfeldt                 |
| Dameneinzel  | Riko Gunji                     | Natsuki Nidaira                    | Yvonne Li                      |
| Herrendoppel | Ayato Endo Yuta Takei          | Rasmus Kjær Frederik Søgaard       | Takuto Inoue Kenya Mitsuhashi  |
| Herrendoppel | Ayato Endo Yuta Takei          | Rasmus Kjær Frederik Søgaard       | Lin Yu-chieh Su Li-wei         |
| Damendoppel  | Chang Ching-hui Yang Ching-tun | Christine Busch Amalie Schulz      | Stine Küspert Emma Moszczynski |
| Damendoppel  | Chang Ching-hui Yang Ching-tun | Christine Busch Amalie Schulz      | Flavie Vallet Emilie Vercelot  |
| Mixed        | Gregory Mairs Jenny Moore      | Andreas Søndergaard Iben Bergstein | Mathias Thyrri Amalie Magelund |
| Mixed        | Gregory Mairs Jenny Moore      | Andreas Søndergaard Iben Bergstein | Jan Colin Völker Stine Küspert |